# باکمینستر فولر

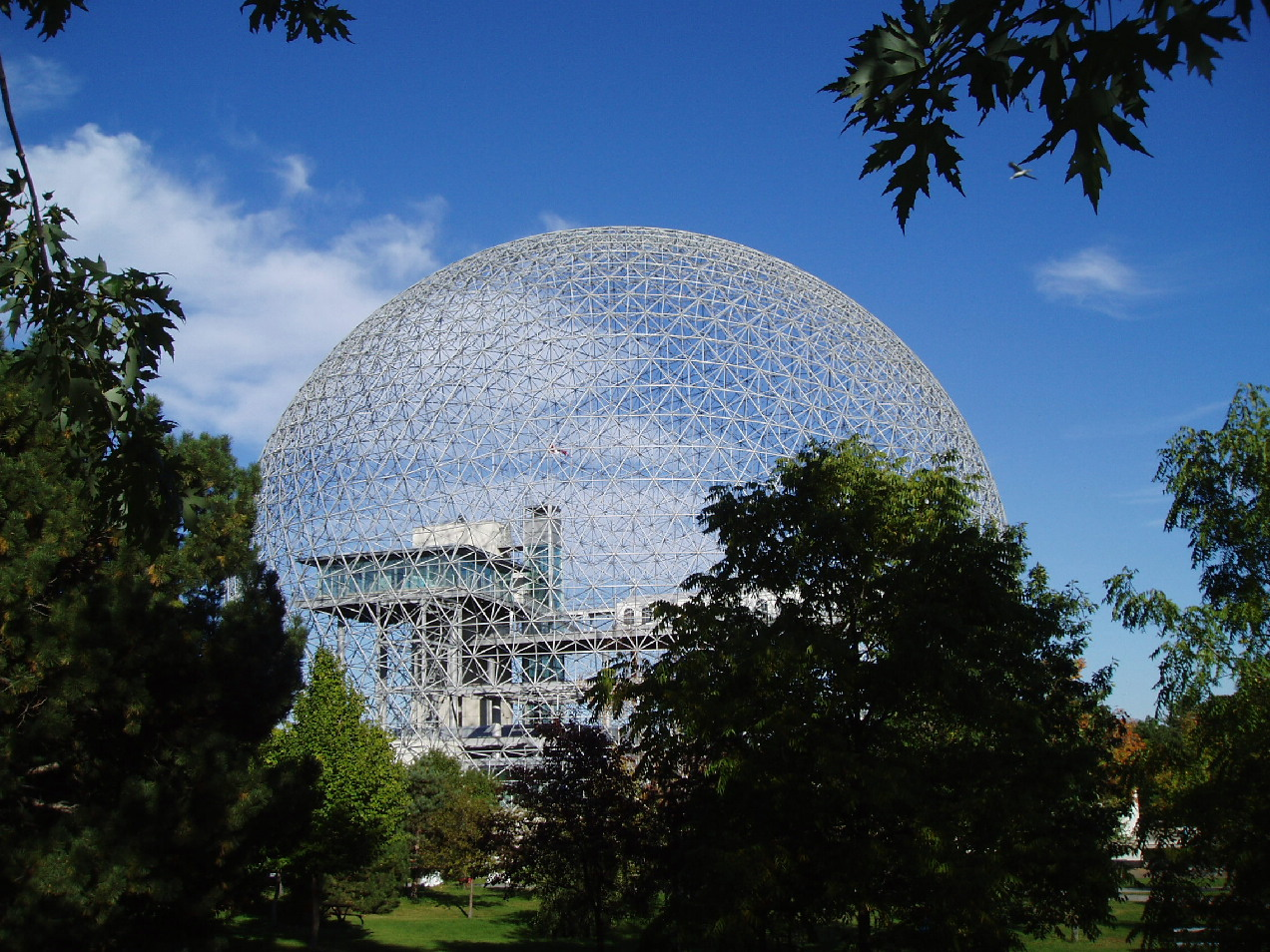
مونترال بیوسفر در سپتامبر ۲۰۰۴

ریچارد باکمینستر فولر (به انگلیسی: Richard Buckminster Fuller) متولد ۱۸۹۵، معمار آمریکایی بود. او را مخترع گنبد ژئودزیک در معماری می‌دانند. فولر در ۱۹۸۳ درگذشت.
وی یکی از نخستین تعاریف سیستم‌های کش‌بستی را ارائه داد.
فولر نزد همگان به آینده‌نگر بزرگ مشهور بود و اغلب به او پدربزرگ آینده می‌گفتند. کشور آمریکا در نمایشگاه اکسپو ۱۹۶۷ (نمایشگاه جهانی پیش‌بینی آینده) گنبد ژئودزیک را که معمارش فولر بود، با نهایت درایت نماد کشور خود انتخاب کرد.
فولر یکی از برجسته‌ترین معماران جهان بود. دانشگاه هاروارد ادعا می‌کرد که فولر قارغ‌التحصیل این دانشگاه است اما مهم اینکه فولر هرگز به دانشگاه نرفته بود ولی در طول زندگی مفتخر به دریافت ۴۷ دکتری افتخاری شده بود.
او یکی از موفق‌ترین آمریکایی‌های تاریخ است که بیش از ۲۰۰۰ اختراع به نام خود ثبت کرده‌است.
فولر کتاب‌های زیادی دربارهٔ علوم، فلسفه و شعر نوشته‌است. رونالد ریگان در سال ۱۹۸۲ نشان افتخار آزادی را به فولر اعطا کرد. او یک بار نیز برای دریافت جایزه نوبل کاندید شد.
آخرین کتاب فولر نامی عجیب یعنی گرانچ غول‌ها (Grunch of Giants) دارد. واژه گرانچ (Grunch) هیج معنایی در واژه‌نامه ندارد؛ بلکه این واژه مخفف عبارت Gross Universal Cash Heist به معنای سرقت جهانی پول نقد است. این کتاب پس از مرگ فولر در ۱۹۸۳ چاپ و منتشر شد.
فولر یکی از منتقدان سرسخت نظام آموزشی بود. انتقادش صرفاً به دلیل مطالب آموزشی نبود؛ بلکه بیشتر به دلیل چگونگی آموزش دادن به کودکان بود. او معتقد بود «هر کودکی یک نابغه به دنیا می‌آید اما به سرعت به وسیله عوامل انسانی و محیطی پیرامون خود نبوغش از بین می‌رود.»
از نظر فولر پیش‌بینی آینده هیچ ربطی به بازار بورس یا مسابقات جهانی ندارد. دیدگاه او آینده را مبتنی بر عشق به خداوند و خدمت به انسان‌های بیشتر می‌دانست. او انسان‌های قدرتمند که همه جیز را برای خود می‌خواهند را لخته‌های خونی می‌دانست که مانع جریان زندگی در رگ‌های دیگران می‌شوند. او باور داشت اگر انسان به تحول و تکامل نرسد، هم خود را از بین می‌برد، هم مادر طبیعت را تخریب می‌کند.
فولر در همایش آخرش ناگهان متوقف می‌شود و اعلام می‌کند که چند روز قبل به او الهام شده که وی و همسرش با هم خواهند مرد. او و همسرش با فاصله سی و شش ساعت از یکدیگر فوت کردند.